# Ischyropsalis luteipes
Ischyropsalis luteipes is een hooiwagen uit de familie Ischyropsalididae.